# Carl von Verschuer
Carl von Verschuer (* 25. September 1816 in Donaueschingen; † 15. August 1859 in Lippspringe) war ein deutscher Gutsbesitzer, Großherzoglich-Badischer Kammerherr und Mitglied der kurhessischen Ständeversammlung.

## Leben
Carl von Verschuer wurde als Sohn des Oberhofmarschalls Ernst Verschuer (1787–1868) und dessen Ehefrau Adelheid von Mylius (1794–1834, Tochter des Generals Gustav Heinrich von Mylius) geboren.
Er war Gutsbesitzer in Solz und Großherzoglich-Badischer Kammerherr.

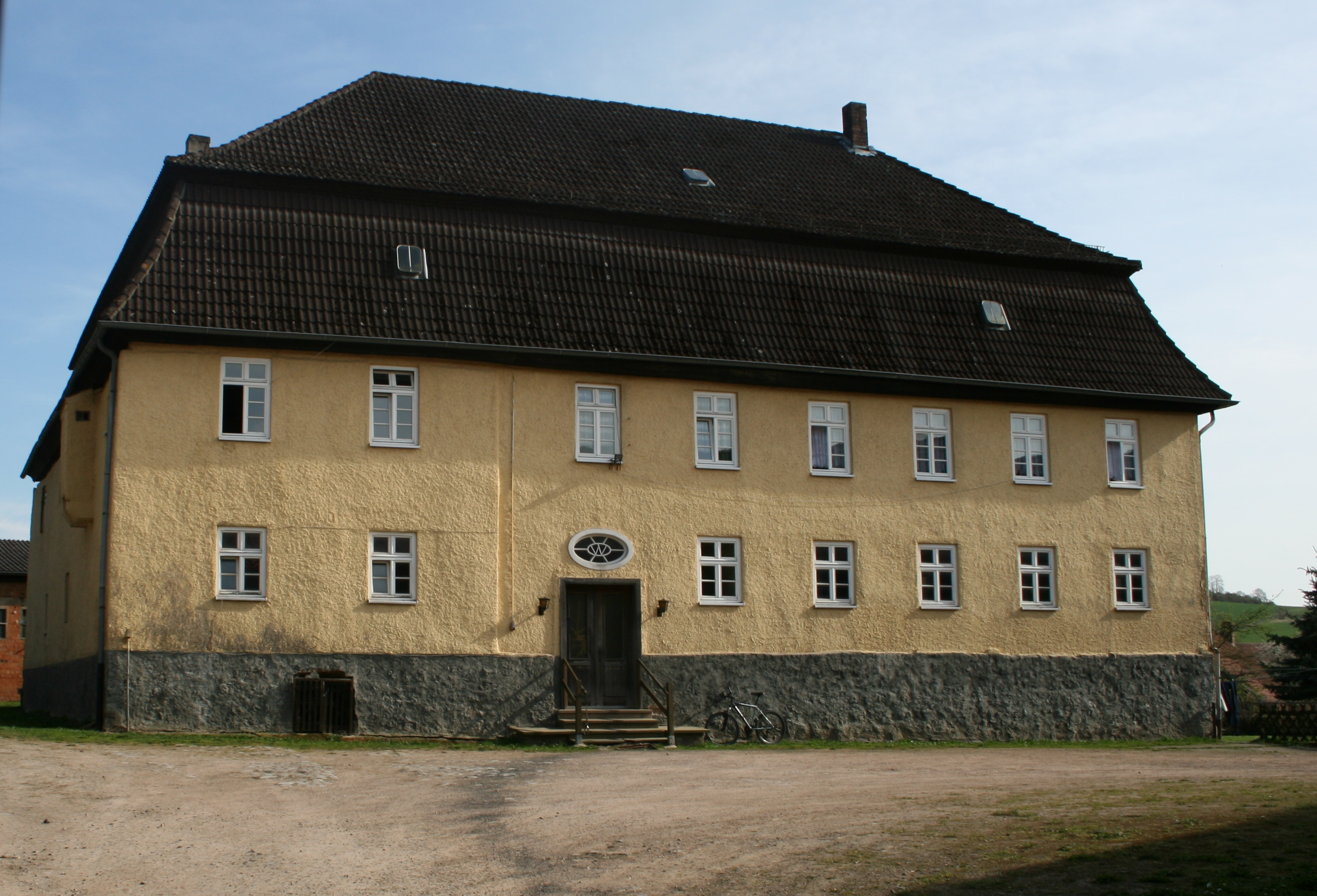
Gutshaus Solz des Freiherrn Carl von Verschuer

 In den Jahren von 1852 bis 1856 war er für den Grafen Carl zu Ysenburg und Büdingen in Meerholz Mitglied der Ersten Kammer der kurhessischen Ständeversammlung. Diese wurde nach den Unruhen im Jahre 1830 zum Zweck der Beratung und Verabschiedung einer Verfassung gebildet und bestand bis 1866, als das Land Hessen von Preußen annektiert wurde.
Am 8. April 1850 heiratete er Emma van Vlothen (1825–1885), mit der er die Söhne Egon (* 1852) und Wolf Dietrich (* 1857) sowie die Tochter Amèlie (* 1851, ∞ 1885 Hans von Trott zu Solz)